# Amoris lætitia
 (février 2023).
Amoris lætitia (en français : « La joie de l'amour ») est une exhortation apostolique post-synodale du pape François datée du 19 mars 2016 et publiée le 8 avril 2016. Elle fait suite aux deux synodes sur la famille tenus respectivement en 2014 et en 2015. Amoris lætitia porte sur l'amour dans la famille.
Cette exhortation examine la question de l'accompagnement des couples et des familles. Le document aborde également l'accompagnement des diverses situations familiales. Il s'agit du premier document papal recelant des exposés suivis sur les aspects de la vie conjugale. Il dessine « un paysage radicalement nouveau dans le champ de la théologie et de la pastorale catholique du couple et de la famille ».

## Structure
Ce document, rédigé en 250 pages environ, est composé de neuf chapitres. 
- Préambule (§ 1-7).
- Chapitre premier : « À la lumière de la Parole » (§ 8-30).
- Chapitre deux : « La réalité et les défis de la famille » (§ 31-57).
- Chapitre trois : « Le regard posé sur Jésus : la vocation de la famille » (§ 58-88).
- Chapitre quatre : « L’amour dans le mariage » (§ 89-164).
- Chapitre cinq : « L’amour qui devient fécond » (§ 165-198).
- Chapitre six : « Quelques perspectives pastorales » (§ 199-258).
- Chapitre sept : « Renforcer l’éducation des enfants » (§ 259-290).
- Chapitre huit : « Accompagner, discerner et intégrer la fragilité » (§ 291-312).
- Chapitre neuf : « Spiritualité matrimoniale et familiale » (§ 313-324).
- Conclusion - prière à la Sainte Famille (§ 325).

## Contenu
Amoris Laetitia insiste sur la beauté de la vie de famille. Avec cette exhortation apostolique post-synodale, le pape François plaide pour une Église non pas dogmatique, mais accueillante.  Ancré dans l'Écriture et la Tradition, le pape invite à comprendre et à être ouvert à ceux qui souffrent.  L'Église se place en position d'accompagner, d'aider au discernement et, « surtout, en cette année de la miséricorde, de porter un regard de miséricorde sur les familles ». Le pape invite donc à une conversion du regard. Il souhaite que pasteurs et fidèles adoptent le regard de Jésus lui-même, un regard d’amour et de tendresse sur les hommes et les femmes rencontrés. 
Cette conversion du regard est indissociable de la conversion de la manière de s’exprimer et de comprendre la vocation chrétienne du mariage. Fidèles et pasteurs peinent encore « à considérer sereinement les limites inhérentes à la vie conjugale ». Le pape ne renonce pas à l’annonce du mariage chrétien. Mais cet idéal n’est pas présenté comme un état acquis une fois pour toutes à l’occasion du mariage. Une famille exige une maturation progressive dans sa capacité d’aimer. Faisant un état des lieux des diverses réalités familiales, le pape rappelle que, s'il n’existe pas de famille idéale, la  cellule familiale est à la fois riche et complexe. L’Église souhaite accompagner de son mieux ses diverses réalités.
Dans cette optique d'accompagnement des familles, il convient également de convertir l’action pastorale à destination des familles. Elle ne doit pas rester figée dans la conformité à la règle ou l’idéal souhaité. C’est pourquoi l’exhortation apostolique Amoris Laetitia propose de nombreuses pistes de réflexion et d'action pour les évêques. Cela doit leur permettre de mieux appréhender et d'accompagner les familles. Ici, la situation des divorcés-remariés est clairement abordée. Ce sujet a suscité de vifs débats entre les évêques au moment du synode. Le pape reprend à son compte les préconisations des évêques et semble entrouvrir une porte de l’Église qui était jusque-là fermée à ces couples.
Loi de la gradualité, circonstances atténuantes, place de la conscience sont autant de facteurs qui incitent à la formation d’un jugement correct sur la situation d’une personne. Ce jugement ne peut reposer sur la seule loi: « C’est de l’intérieur de la conscience éclairée pas les repères objectifs de la loi et le dialogue pastoral que peut se faire le discernement de la vérité ». En tout état de cause, c’est la miséricorde qui doit orienter toute l’action pastorale. 

## Réception parmi les catholiques
Amoris Laetitia est un document qui était très attendu par les uns, mais redouté par les autres.

### Accueil positif
De nombreuses Églises locales se sont emparées du document à travers des déclarations, des journées d'étude, un renouvellement de programmes pastoraux, des rencontres, etc. (notamment les initiatives de l'Église de France). On retrouve la même démarche au sein de l'épiscopat suisse, allemand, et de bien d'autres.

### Remarques critiques
À la suite de la rencontre privée accordée par le pape François aux évêques de Pologne, durant les Journées mondiales de la jeunesse 2016, l'archevêque Stanisław Gądecki, président de la Conférence épiscopale polonaise, rejette en bloc l'idée de la communion pour les personnes divorcées-remariées. S'appuyant sur l’exhortation apostolique Familiaris consortio (en) du pape Jean-Paul II qui affirme l'impossibilité de cette communion à moins que le couple vive en « frères et sœurs », il revient alors sur la volonté de décentralisation vers les conférences épiscopales. Considérant donc celles-ci et au regard de la situation religieuse et culturelle, et en tant que président de la conférence épiscopale, il affirme que de telles nouvelles lignes pastorales ne seraient pas prises en Pologne.
Les critiques s’élèvent aussi en dehors du clergé, tels le philosophe John Finnis et le théologien Germain Grisez qui demandent au pape la condamnation publique de huit thèses contre la foi catholique que l’on pourrait penser être dans Amoris lætitia (par mésusage, by the misuse).
Le 8 janvier 2017, les évêques de Malte publient une déclaration intitulée Criteria for the Application of Chapter VIII of Amoris Laetitia,. Des critiques s’élèvent toutefois contre cette déclaration citant par exemple les points 915 et 916 qui reviennent à supprimer le canon 915 et à amputer sérieusement le canon 916 : à Malte en effet, les évêques estiment désormais que quiconque approche des sacrements doit être considéré comme « en paix avec Dieu » (« at peace with God »).
D’autres évêques avaient pris la décision inverse, tel, dès juillet 2016, l’archevêque de Philadelphie.
Le 11 août 2017, une correction filiale (correctio filialis) est remise au pape et relève sept « hérésies » qui seraient présentes dans Amoris lætitia. En l’absence de réponse du Saint-Siège, la correction d’abord signée de 62 signataires clercs et laïcs universitaires est rendue publique sur internet le 24 septembre 2017. Les signataires sont issus de milieux divers : on note par exemple la présence de Ettore Gotti Tedeschi, ancien président de l’Institut pour les œuvres de religion, ou de membres de la FSSPX tel Bernard Fellay, ainsi que d’universitaires laïcs.

### Dubiade 2016
Les cardinaux Raymond Burke, Carlo Caffarra, Walter Brandmüller, Joachim Meisner ont formellement – mais de manière privée – demandé des clarifications au pape, lui soumettant cinq « dubia » (doutes en latin) réclamant une réponse positive ou négative. Toutefois, le pape n’y ayant pas répondu, les quatre cardinaux rendent publics ces dubia le 14 novembre 2016. Les sujets en question sont l'accès à la communion aux divorcés-remariés, l'existence de normes morales absolues, l'affirmation de péché mortel en cas d'adultère, la primauté de la réalité d'un acte sur son intention, et l'exclusion de la conscience comme raison de légitimation d'actes intrinsèquement mauvais.
De nombreux prélats ou universitaires, tels les cardinaux Paul Josef Cordes et Renato Martino, les évêques Athanasius Schneider et James Conley ou encore le philosophe allemand Robert Spaemann, s’associent par la suite aux dubia. Le cardinal George Pell s’interroge : « Comment peut-on ne pas être en accord avec une question ? » ((en) « How can you disagree with a question? »).
En décembre 2016, le cardinal Gerhard Müller estime que la Congrégation pour la doctrine de la foi – dont il est le préfet – ne doit pas s’engager dans la controverse, la doctrine sur la communion ne pouvant pas en effet changer. Par ailleurs, un conseiller proche du pape, Antonio Spadaro, estime qu’en réalité les questions des cardinaux ne requièrent pas de réponses, puisque celles-ci ont déjà été données. Certains encore s’opposent à cette lettre des prélats : ainsi, dans son livre Famille deviens ce que tu es, le cardinal Marc Ouellet estime que juger Amoris lætitia « sur la seule base d’une note de bas de page qui signifierait une rupture de la tradition ecclésiale » apparaîtrait comme « franchement simpliste, voire outrancier ». Il réinvite donc les fidèles à refaire une lecture attentive du texte.
Le 19 septembre 2017, soit un an après la publication de la lettre des quatre cardinaux exposant leurs dubia sur Amoris laetitia, le pape François promulgue un motu proprio intitulé Summa familiæ cura qui donne plus d'ampleur à la mission de l’Institut pontifical théologique pour le mariage et la famille voulu par Jean-Paul II. Le pape indique que les souhaits de Jean-Paul II, exprimés lors du synode de 1980 et dans Familiaris consortio,  ont été élargis lors du synode de 2014 et dans Amoris laetitia en 2015.
Le journal La Croix considère qu’il s’agit d’une « réponse claire » à cette lettre, tandis que Raymond Burke, auteur des dubia, affirme en novembre 2017 dans le journal américain National Catholic Register que ces questions restent toujours sans réponse.

### Dubiade 2023
Le 13 juillet 2023, le cardinal Duka soumet au pape François, au nom de la conférence épiscopale tchèque, une liste de 10 dubia concernant principalement Amoris Laetitia et notamment l'accès à la communion aux "divorcés-remariés". La réponse de Rome lui est remise le 25 septembre, signée par le pape François et le cardinal Fernández, et est publiée par le Vatican le 2 octobre.